# Carrer Major (Pals)
Carrer Major és una obra del municipi de Pals (Baix Empordà) inclosa en l'Inventari del Patrimoni Arquitectònic de Catalunya. El Portal del Carrer Major és una obra inventariada també de manera singular.

## Carrer Major
El carrer Major va ses de la plaça Major fins a la part més alta de la vila -arriba fins a la torre d'en Rom-, seguint un traçat molt irregular. A la part inicial té un pas cobert amb un edifici a la part superior que connecta les dues bandes del carrer; en aquesta part hi ha edificis a ambdós costats, de pedra, en general de dos pisos i que presenten elements d'interès arquitectònic (finestres, arcs, ...). En arribar a l'altura de l'església el traçat del carrer trenca a la dreta seguint-ne l'absis, continua nucli amunt fins a trobar la muralla i finalment comunica, passada la torre d'en Rom, amb el mirador de Josep Pla, al Pedró. La part superior és la més modificada quant als edificis, que només apareixen en una banda.
Aquest carrer és el més important del nucli antic de Pals, ja que travessa el nucli fortificat de banda a banda, i és també el més remarcable des del punt de vista arquitectònic, ja que presenta un conjunt homogeni amb elements d'interès.

## Portal del Carrer Major
El Portal del Carrer Major és una obra del municipi de Pals (Baix Empordà) inclosa en l'Inventari del Patrimoni Arquitectònic de Catalunya. El portal comunica la plaça Major amb el carrer del mateix nom, i és l'accés principal a l'interior del nucli fortificat de la vila de Pals. Es tracta d'un portal amb un arc de dimensions considerables format per grans dovelles radials de pedra; a la clau hi ha l'escut de la vila en relleu i la data del 1744. Aquest arc és capalçat, de punt rodó a la banda de la plaça i escarser a l'interior. La volta és generada per un arc carpanell, amb llunetes. Un gran arc de mig punt a la banda que dona al carrer Major completa el conjunt. Es conserven les dues pollegueres de la porta de tancament a la banda exterior.
Aquest portal, situat a uns metres de distància del traçat de l'antiga muralla, data del segle xviii (1744), segons consta a la clau d'arc d'accés des de la plaça, i és per tant de construcció molt posterior al traçat de la fortificació medieval de Pals. Al mur de la casa de l'antic Ajuntament de la vila que forma part del portal es conserva un gran arc apuntat tapiat de construcció més antiga i que, segons J.Badia, podia haver format part d'una llotja o plaça coberta anterior al portal.